# Граммофон
Граммофо́н (от греч. γράμμα «запись» + φωνή «звук») — прибор для воспроизведения звука с граммофонной пластинки.

## Особенности
Граммофон является видоизменением фонографа, независимо изобретённого в 1877 году Шарлем Кро и Томасом Эдисоном. Эмиль Берлинер, ознакомившись с работами Кро, решил вместо цилиндров для записывания и воспроизведения звуков использовать диски. Берлинер назвал новое устройство «Граммофоном», 26 сентября 1887 года подал заявку и 8 ноября получил патент US372786A. Грампластинки первоначально изготовлялись из эбонита и резины, а с 1895 года — шеллака. Первая в мире грампластинка была цинковой. Резец, прикреплённый через поводок к вибрирующей, воспринимающей звуки мембране, наносит на лаковом диске (изначально — на слое сажи, затем — воска) модулированный спиральный след, который при тиражировании переносится на пластинку. При вращении диска посредством пружинного механизма граммофонная игла движется по спирали диска и вызывает соответствующие колебания вибрирующей пластинки. Основное преимущество граммофона над фонографом — поперечная запись, обеспечивающая снижение искажений в десятки раз, а также более громкий звук (уже в первых моделях — в 16 раз, или на 24 дБ). Вкупе с лёгкостью тиражирования записей это обеспечило быструю победу граммофона над фонографом.
Первые модели граммофонов имели ручной привод, затруднявший обеспечение постоянной скорости воспроизведения. В 1896 году появились граммофоны с пружинным приводом. В 1903–1904 годах Э. Р. Джонсон произвёл некоторые конструктивные улучшения граммофона, в частности внедрил использование тонарма, что улучшило качество звуковоспроизведения и позволило применять рупоры более крупных размеров с лучшими акустическими свойствами.  Усовершенствование граммофона позволило достигнуть достаточно чистой передачи музыкального звучания пьес, как вокальных, так и инструментальных. Изготовление граммофонов сделалось мощной самостоятельной отраслью в США и Европе, включая Россию. 
В 1907 году французская фирма «Патэ», которая выпускала свои граммофоны под названием «Патефон», представляет портативный граммофон с рупором, спрятанным внутри корпуса, впоследствии именно за этой конструкцией закрепилось в Советском Союзе название патефон. 
В 1925 году Берлинер совместно с RCA создаёт первую в мире серийную модель электрофона. Изготовление пластинок (дисков) разнообразного репертуара (пьесы в исполнении музыкальных виртуозов и выдающихся певцов) выделилось в особую отрасль промышленности. В 1927 году на экраны вышел первый в мире звуковой кинофильм «Певец джаза», фонограмма которого воспроизводилась по системе «Вайтафон» с граммофонной пластинки. Технология использовалась в кинематографе несколько лет до распространения оптической звукозаписи.
С середины 1950-х годов граммофоны и патефоны окончательно уступили место электрофонам, в СССР — с начала 1970-х.